# Charny Orée de Puisaye
Charny Orée de Puisaye ist eine französische Gemeinde mit 4.854 Einwohnern (Stand: 1. Januar 2022) im Département Yonne in der Region Bourgogne-Franche-Comté; sie gehört zum Arrondissement Auxerre und zum Kanton Charny Orée de Puisaye.
Zum 1. Januar 2016 wurde Charny Orée de Puisaye als Commune nouvelle aus den vormals eigenständigen Gemeinden Chambeugle, Charny, Chêne-Arnoult, Chevillon, Dicy, Fontenouilles, Grandchamp, Malicorne, Marchais-Beton, Perreux, Prunoy, Saint-Denis-sur-Ouanne, Saint-Martin-sur-Ouanne, Villefranche gebildet.

## Geographie
Charny Orée de Puisaye liegt etwa 35 Kilometer westnordwestlich von Auxerre. Durch die Gemeinde fließt die Ouanne mit ihren Zubringern.

## Gliederung
| Ortsteil                   | ehemaliger INSEE-Code | Fläche (km²) | Einwohnerzahl (2022) |
| -------------------------- | --------------------- | ------------ | -------------------- |
| Chambeugle                 | 89070                 | 07,28        | .0059                |
| Charny (Verwaltungssitz)00 | 89086                 | 18,99        | 1.497                |
| Chêne-Arnoult              | 89097                 | 09,10        | .0112                |
| Chevillon                  | 89103                 | 13,08        | .0330                |
| Dicy                       | 89138                 | 10,24        | .0332                |
| Fontenouilles              | 89178                 | 16,48        | .0222                |
| Grandchamp                 | 89192                 | 28,29        | .0322                |
| Malicorne                  | 89241                 | 15,91        | .0167                |
| Marchais-Beton             | 89243                 | 10,95        | .0113                |
| Perreux                    | 89294                 | 26,37        | .0317                |
| Prunoy                     | 89317                 | 24,89        | .0285                |
| Saint-Denis-sur-Ouanne     | 89343                 | 10,21        | .0140                |
| Saint-Martin-sur-Ouanne    | 89358                 | 15,34        | .0364                |
| Villefranche               | 89454                 | 23,27        | .0594                |